# Ben Hee
Ben Hee är ett berg i Storbritannien.   Det ligger i kommunen Highland och riksdelen Skottland, i den norra delen av landet, 800 km norr om huvudstaden London. Toppen på Ben Hee är 865 meter över havet, eller 598 meter över den omgivande terrängen. Bredden vid basen är 5,7 km.
Terrängen runt Ben Hee är huvudsakligen kuperad. Trakten runt Ben Hee är nära nog obefolkad, med mindre än två invånare per kvadratkilometer. Det finns inga samhällen i närheten. Trakten runt Ben Hee består i huvudsak av gräsmarker.